# Droga wojewódzka 317
Die Droga wojewódzka 317 (DW 317) war eine acht Kilometer lange Droga wojewódzka (Woiwodschaftsstraße) in der polnischen Woiwodschaft Kujawien-Pommern, die in Włocławek die Droga krajowa 62 und die Droga wojewódzka 265 verbindet. Die Strecke liegt im Powiat Włocławski. Seit 1. Januar 2012 ist sie eine Drogę Gminną (Gemeindestraße).